# Test Drive Unlimited Solar Crown
Test Drive Unlimited Solar Crown (с англ. — «Тест Драйв: Без ограничений: Корона Солнца») — компьютерная игра серии Test Drive в жанре аркадных авто- и мотогонок, разработанная студией Kylotonn и изданная Nacon. Это третья игра в подсерии Test Drive Unlimited и первый релиз в серии после восьмилетнего перерыва — последним релизом была игра Test Drive: Ferrari Racing Legends в 2012 году. Первый анонс игры был опубликован в Twitter 3 июля, а полноценный тизер был показан 7 июля 2020 года. Релиз игры для Windows, PlayStation 5 и Xbox Series X/S состоялся 12 сентября 2024 года, а дата выпуска версии для Nintendo Switch еще не объявлена. После выпуска игра получила неоднозначные отзывы; критики в частности ссылались на проблемы с оптимизацией на ПК, необходимость всегда быть онлайн и общую плохую игровую механику.

## Разработка
В декабре 2016 года Nacon (тогда ещё Bigben Interactive) выкупила у Atari права на серию Test Drive с планами на новые релизы в серии. В 2018 году было подтверждено, что компания совместно с Kylotonn начала разработку игры.
В апреле 2020 года название игры было зарегистрировано в бюро UK Intellectual Property Office, а 3 июля 2020 года в Twitter было опубликовано 12-секундное видео, где был показан логотип игры — корона и две буквы «SC». 7 июля 2020 года на видео-мероприятии Nacon был показан, а затем был загружен на YouTube короткий тизер игры.
21 апреля 2021 года вышел кинематографичный трейлер, в котором были показаны некоторые из будущих автомобилей в игре, казино, а также платформы на которых она будет выпущена.
Игра является идейным продолжателем других частей TDU — в ней воссоздан остров в масштабе 1:1, как Оаху в Test Drive Unlimited и Ибица в Test Drive Unlimited 2. Разработчики также заявили, что позаимствовали некоторые игровые механики из другой своей игры — WRC 8.
18 мая 2022 года Након и Кайлотонн объявили в центре новостей игры Steam, что игра будет отложена до 2023 года и что версии для PlayStation 4 и Xbox One были отменены, чтобы сосредоточиться на использовании более мощного оборудования — PlayStation 5 и Xbox Series X/S — и улучшение качества игры.
30 мая 2024 года официальный аккаунт Nacon YouTube объявил дату выхода игры — 12 сентября 2024 года.
29 августа 2024 года Nacon и KT Racing объявили, что второй сезон игры также будет включать испанский остров Ибица, ранее фигурировавший в TDU2, который станет доступен 24 декабря 2024 года.

## Приём
| Сводный рейтинг | Сводный рейтинг |
| Агрегатор       | Оценка          |
| --------------- | --------------- |
| Metacritic      | 53/100 (PS5)    |

В декабре 2024 года портал Kotaku отобрал десятку худших компьютерных игр за последние 11 месяцев по мнению критиков. В перечень попали только те игры, которые набрали хотя бы семь отзывов прессы. Test Drive Unlimited Solar Crown заняла шестое место с 53 баллами на агрегаторе Metacritic. 